# Фрідріх VI (маркграф Баден-Дурлаху)
Фрідріх VI (нім. Friedrich VI.; 16 листопада 1617 — 1677) — 7-й маркграф Баден-Дурлаху в 1659—1677 роках.

## Життєпис
Походив з династії Церінгенів. Старший син Фрідріха V, маркграфа Баден-Дурлаху, та Барбари Вюртемберзької. Народився 1617 року в замку Карлсбург м. Дурлах. Навчався в університетах Страсбурга і Парижа, де особливо полюбив військову тактику.
У 1630-х роках перебував спочатку на службі Бернгарда Саксен-Веймарського, 1639 року після смерті останнього перейшов на службу до Фрідріха Гессенського. Брав участь у битві біля Мерзенбургу 1641 року.
Протягом 1640-х років перебував на шведській службі. 1642 року оженився на представниці Пфальц-Цвайбрюкенських Віттельсбахів, родички шведського короля. 1655 року отримує звання шведського генерал-майора кінноти, 1656 року генерал-лейтенанта. Брав участь у вторгненні до Речі Посполитої, відзначився у битвах біля Варке і Варшаві. 1659 року після смерті батька успадкував Баден-Дурлах.
1662 року отримав від імператора Леопольда I право на звернення Ваша Ясновельможносте. Після смерті дружини вступив у морганатичний шлюб з Йоганною Байєр фон Зендау. У 1663—1664 роках в званні генерал-вахмейстера брав участь у війні з Османською імперією.
1672 року з початком Голландської війни брав участь у битвах на боці Республіки Сполучених провінцій. 1674 року отримав чин генерал-фельдмаршала. 1676 року захопив фортецю Філіппсбург, яку приєднав до своїх володінь.
Помер 10 або 31 січня 1677 року в замку Карлсбург. Йому спадкував син Фрідріх Магнус.

## Родина
1. Дружина — Христина Магдалена, донька пфальцграфа Йоганна Казимира фон Пфальц-Цвайбрюкен-Клеєбург.
Діти:
- Фрідріх Казимир (1643—1644)
- Крістіна (1645—1705), дружина: 1) Альбрехта II Гогенцоллерна, маркграф Бранденбург-Ансбаху; 2) Фрідріха I Веттіна, герцога Саксен-Гота-Альбенбургу
- Елеонора Катерина (1646)
- Фрідріх Магнус (1647—1709), маркграф Баден-Дурлаху
- Карл Густав (1648—1703), імперський генерал
- Катерина Барбара (1650—1733)
- Йоганна Єлизавета (1651—1680), дружина Йоганна Фрідріха Гогенцоллерна, маркграфа Бранденбург-Ансбаху
- Фрідріха Елеонора (1658)

2. Дружина — Йоганна Байєр фон Зендау.
Діти:
- Фрідріх (д/н—1678), барон Мюнцесгайм
- Йоганн Бернгард (1669—1734, барон Мюнцесгайм